# Triaspis angustiventris
Triaspis angustiventris är en stekelart som beskrevs av De Saeger 1948. Triaspis angustiventris ingår i släktet Triaspis och familjen bracksteklar. Inga underarter finns listade i Catalogue of Life.